# Ткачёва, Наталия Владимировна
Наталья Владимировна Ткачёва (12 апреля 1916 — 9 мая 2004, Москва) — советская актриса.

## Биография
Наталья Владимировна Ткачёва родилась 12 апреля 1916 года.
Окончила ГИТИС (1940). Актриса Театра имени Моссовета.
Умерла 9 мая 2004 года в Москве на 89-м году жизни. Похоронена на Пятницком кладбище.

## Творчество

### Фильмография
- 1955 — За витриной универмага — мать Сони
- 1956 — Первые радости — Мешкова
- 1970 — Счастливый Кукушкин — мама Людмилочки
- 1972 — Доктор Жуков, на выезд — Таня
- 1984 — Успех — мама Фетисова
- 1988 — Миллион за улыбку — Подушкина
- 1990 — Очищение — старуха-нищенка
- 1992 — Горячев и другие — Инна Романовна
- 1993 — Территория
- 1999 — Заповедник — туристка

## Награды и звания
- Медаль ордена «За заслуги перед Отечеством» II степени (15 августа 1998) — за многолетнюю плодотворную деятельность в области театрального искусства[2]
- Заслуженная артистка РСФСР (1968)